# Oğuzhan Özyakup
Oğuzhan Özyakup (Zaandam, 23 september 1992) is een Turks-Nederlands voormalig voetballer die doorgaans als middenvelder speelde. Özyakup speelde tussen 2013 en 2019 voor het Turks voetbalelftal, nadat hij eerder uitkwam voor Nederlandse jeugdselecties.

## Clubcarrière
Özyakup begon met voetballen bij VV ZTS en speelde daarna bij Hellas Sport.

### AZ
Özyakup werd in 2005 opgenomen in de jeugdopleiding van AZ, waar hij in de C1 ingedeeld werd. Daarna maakte hij regelmatig zijn opwachting in de B2, B1 en A1. Özyakup werd in zijn jeugd opgeroepen voor het Nederlands elftal onder vijftien jaar. Toen Arsenal hem op 12-jarige leeftijd een aanbieding deed begon hij te twijfelen. Technisch directeur Marcel Brands wilde hem graag voor de club behouden en zelfs voorzitter Dirk Scheringa probeerde hem persoonlijk te overtuigen om in Alkmaar te blijven. Het zorgde ervoor dat het financiële plaatje in Alkmaar op een gegeven moment zelfs interessanter werd dan hetgeen hij in Londen kon verdienen. In de zomerstop van 2008 besloot Özyakup toch te vertrekken. Arsenal diende een bescheiden vergoeding voor de opleidingskosten te betalen.

### Arsenal
Liam Brady, hoofd jeugdopleidingen bij Arsenal, beschouwde Özyakup als een completere speler dan Cesc Fàbregas op dezelfde leeftijd. Het bood hem in de zomer van 2009 na één seizoen zijn eerste profcontract aan. Özyakup wilde graag zijn opwachting maken voor de hoofdmacht van Arsenal, maar toen dit in 2011 nog steeds niet was gebeurd twijfelde hij over een contractverlenging. In zijn ogen sprak Arsenal te weinig vertrouwen uit aan hem met z'n nieuwe contract. Uiteindelijk ging Özyakup toch overstag nadat de club hem tegemoet was gekomen en trainer Arsène Wenger de middenvelder de toezegging had gedaan dat hij een kans zou krijgen in de voorbereiding op het nieuwe seizoen. Op 20 september 2011 maakte hij vervolgens zijn debuut in het eerste elftal, toen hij inviel tijdens een Carling Cup-wedstrijd tegen Shrewsbury Town. Özyakup luisterde zijn debuut op met een assist.

### Beşiktaş JK
Özyakup verruilde Arsenal in juli 2012 voor Beşiktaş. Hiervoor debuteerde hij op 19 augustus 2012 in de Süper Lig, uit bij Istanbul Başakşehir (1–1). Met Beşiktaş werd hij in de seizoenen 2015/16 en 2016/17 als basisspeler landskampioen. Hij verlengde er in juni 2018 zijn contract tot medio 2022.

### Feyenoord
Na een tijdje matig te hebben gedraaid in Turkije, keerde Özyakup terug naar Nederland en tekende hij op 29 januari 2020 een huurcontract van een half jaar bij Feyenoord. Özyakup maakte op 1 februari 2020 zijn competitiedebuut voor Feyenoord in de thuiswedstrijd tegen FC Emmen (3-0 winst) en maakte na 93 seconden meteen zijn eerste doelpunt. Özyakup werd na 63 minuten gewisseld voor Renato Tapia.

### Fortuna Sittard
Nadat zijn contract eindigde bij Beşiktaş, keerde hij terug naar Nederland om een tweejarig contract te tekenen bij Fortuna Sittard. Na het contract maakte hij bekend te stoppen met zijn professionele carrière.

## Clubstatistieken
| Seizoen         | Club            | Competitie      | Competitie | Competitie | Beker | Beker | Internationaal | Internationaal | Overig | Overig | Totaal | Totaal |
| Seizoen         | Club            | Competitie      | Wed.       | Dlp.       | Wed.  | Dlp.  | Wed.           | Dlp.           | Wed.   | Dlp.   | Wed.   | Dlp.   |
| --------------- | --------------- | --------------- | ---------- | ---------- | ----- | ----- | -------------- | -------------- | ------ | ------ | ------ | ------ |
| 2011/12         | Arsenal         | Premier League  | 0          | 0          | 2     | 0     | 0              | 0              | —      | —      | 2      | 0      |
| 2012/13         | Beşiktaş        | Süper Lig       | 28         | 2          | 2     | 0     | —              | —              | —      | —      | 30     | 2      |
| 2013/14         | Beşiktaş        | Süper Lig       | 26         | 6          | 1     | 0     | 2              | 1              | —      | —      | 29     | 7      |
| 2014/15         | Beşiktaş        | Süper Lig       | 25         | 2          | 6     | 0     | 11             | 1              | —      | —      | 42     | 3      |
| 2015/16         | Beşiktaş        | Süper Lig       | 31         | 9          | 5     | 1     | 5              | 0              | —      | —      | 41     | 10     |
| 2016/17         | Beşiktaş        | Süper Lig       | 29         | 5          | 1     | 0     | 9              | 0              | 1      | 0      | 40     | 5      |
| 2017/18         | Beşiktaş        | Süper Lig       | 24         | 0          | 5     | 0     | 7              | 0              | 1      | 0      | 37     | 0      |
| 2018/19         | Beşiktaş        | Süper Lig       | 19         | 1          | 0     | 0     | 10             | 2              | —      | —      | 29     | 3      |
| 2019/20         | Beşiktaş        | Süper Lig       | 12         | 1          | 3     | 0     | 5              | 0              | —      | —      | 20     | 1      |
| 2019/20         | → Feyenoord     | Eredivisie      | 2          | 1          | 2     | 0     | —              | —              | 0      | 0      | 4      | 1      |
| 2020/21         | Beşiktaş        | Süper Lig       | 19         | 3          | 4     | 1     | 2              | 0              | 0      | 0      | 25     | 4      |
| 2021/22         | Beşiktaş        | Süper Lig       | 13         | 0          | 2     | 0     | 2              | 0              | 0      | 0      | 17     | 0      |
| 2022/23         | Fortuna Sittard | Eredivisie      | 22         | 3          | 1     | 0     | —              | —              | —      | —      | 23     | 3      |
| 2023/24         | Fortuna Sittard | Eredivisie      | 22         | 1          | 2     | 0     | —              | —              | —      | —      | 24     | 1      |
| Carrière totaal | Carrière totaal | Carrière totaal | 272        | 34         | 36    | 2     | 51             | 4              | 4      | 0      | 363    | 40     |

## Interlandcarrière
Özyakup speelde tijdens zijn jeugd in diverse vertegenwoordigende jeugdelftallen van Nederland, waaronder die onder vijftien jaar. In 2009 bereikte hij als aanvoerder met het Nederlands elftal onder zeventien jaar de finale van het jeugd-EK. Daarin verloor het echter na verlenging met 1–2 van gastland Duitsland. In 2012 besloot Özyakup dat hij in de toekomst uit zou willen komen voor het Turkse nationale elftal. Op 28 mei 2013 maakte hij zijn debuut in het Turks voetbalelftal in een vriendschappelijke interland tegen Letland (3–3), net als Veysel Sarı (Galatasaray) en Sefa Yılmaz (Kayserispor). Met Turkije nam Özyakup in juni 2016 deel aan het Europees kampioenschap voetbal 2016 in Frankrijk. Na nederlagen tegen Spanje (0–3) en Kroatië (0–1) en een overwinning op Tsjechië (2–0) was Turkije uitgeschakeld in de groepsfase.
| Interlands van Oğuzhan Özyakup voor Turkije | Interlands van Oğuzhan Özyakup voor Turkije | Interlands van Oğuzhan Özyakup voor Turkije | Interlands van Oğuzhan Özyakup voor Turkije | Interlands van Oğuzhan Özyakup voor Turkije | Interlands van Oğuzhan Özyakup voor Turkije |
| No.                                         | Datum                                       | Wedstrijd                                   | Uitslag                                     | Competitie                                  | Goals                                       |
| Als speler bij Beşiktaş JK                  | Als speler bij Beşiktaş JK                  | Als speler bij Beşiktaş JK                  | Als speler bij Beşiktaş JK                  | Als speler bij Beşiktaş JK                  | Als speler bij Beşiktaş JK                  |
| ------------------------------------------- | ------------------------------------------- | ------------------------------------------- | ------------------------------------------- | ------------------------------------------- | ------------------------------------------- |
| 1                                           | 28 mei 2013                                 | Letland - Turkije                           | 3 – 3                                       | Vriendschappelijk                           |                                             |
| 2                                           | 31 mei 2013                                 | Slovenië - Turkije                          | 2 – 0                                       | Vriendschappelijk                           |                                             |
| 3                                           | 15 november 2013                            | Turkije - Noord-Ierland                     | 1 – 0                                       | Vriendschappelijk                           |                                             |
| 4                                           | 19 november 2013                            | Turkije - Wit-Rusland                       | 2 – 1                                       | Vriendschappelijk                           |                                             |
| 5                                           | 25 mei 2014                                 | Ierland - Turkije                           | 1 – 2                                       | Vriendschappelijk                           |                                             |
| 6                                           | 29 mei 2014                                 | Honduras - Turkije                          | 0 – 2                                       | Vriendschappelijk                           |                                             |
| 7                                           | 1 juni 2014                                 | Verenigde Staten - Turkije                  | 2 – 1                                       | Vriendschappelijk                           |                                             |
| 8                                           | 3 september 2014                            | Denemarken - Turkije                        | 1 – 2                                       | Vriendschappelijk                           |                                             |
| 9                                           | 10 oktober 2014                             | Turkije - Tsjechië                          | 1 – 2                                       | Kwalificatie EK 2016                        |                                             |
| 10                                          | 13 oktober 2014                             | Letland - Turkije                           | 1 – 1                                       | Kwalificatie EK 2016                        |                                             |
| 11                                          | 6 september 2015                            | Turkije - Nederland                         | 3 – 0                                       | Kwalificatie EK 2016                        | 8'                                          |
| 12                                          | 10 oktober 2015                             | Tsjechië - Turkije                          | 0 – 2                                       | Kwalificatie EK 2016                        |                                             |
| 13                                          | 13 oktober 2015                             | Turkije - IJsland                           | 1 – 0                                       | Kwalificatie EK 2016                        |                                             |
| 14                                          | 13 november 2015                            | Qatar - Turkije                             | 1 – 2                                       | Vriendschappelijk                           |                                             |
| 15                                          | 17 november 2015                            | Turkije - Griekenland                       | 3 – 0                                       | Vriendschappelijk                           |                                             |
| 16                                          | 24 maart 2016                               | Turkije - Zweden                            | 2 – 1                                       | Vriendschappelijk                           |                                             |
| 17                                          | 29 maart 2016                               | Oostenrijk - Turkije                        | 1 – 2                                       | Vriendschappelijk                           |                                             |
| 18                                          | 22 mei 2016                                 | Engeland - Turkije                          | 2 – 1                                       | Vriendschappelijk                           |                                             |
| 19                                          | 29 mei 2016                                 | Turkije - Montenegro                        | 1 – 0                                       | Vriendschappelijk                           |                                             |
| 20                                          | 5 juni 2016                                 | Slovenië - Turkije                          | 0 – 1                                       | Vriendschappelijk                           |                                             |
| 21                                          | 12 juni 2016                                | Turkije - Kroatië                           | 0 – 1                                       | EK 2016                                     |                                             |
| 22                                          | 17 juni 2016                                | Spanje - Turkije                            | 3 – 0                                       | EK 2016                                     |                                             |
| 23                                          | 21 juni 2016                                | Tsjechië - Turkije                          | 0 – 2                                       | EK 2016                                     |                                             |
| 24                                          | 12 november 2016                            | Turkije - Kosovo                            | 2 – 0                                       | Kwalificatie WK 2018                        |                                             |
| 25                                          | 27 maart 2017                               | Turkije - Moldavië                          | 3 – 1                                       | Vriendschappelijk                           |                                             |
| 26                                          | 11 juni 2017                                | Kosovo - Turkije                            | 1 – 4                                       | Kwalificatie WK 2018                        |                                             |
| 27                                          | 2 september 2017                            | Oekraïne - Turkije                          | 2 – 0                                       | Kwalificatie WK 2018                        |                                             |
| 28                                          | 5 september 2017                            | Turkije - Kroatië                           | 1 – 0                                       | Kwalificatie WK 2018                        |                                             |
| 29                                          | 6 oktober 2017                              | Turkije - IJsland                           | 0 – 3                                       | Kwalificatie WK 2018                        |                                             |
| 30                                          | 9 oktober 2017                              | Finland - Turkije                           | 2 – 2                                       | Kwalificatie WK 2018                        |                                             |
| 31                                          | 9 november 2017                             | Roemenië - Turkije                          | 2 – 0                                       | Vriendschappelijk                           |                                             |
| 32                                          | 13 november 2017                            | Turkije - Albanië                           | 2 – 3                                       | Vriendschappelijk                           |                                             |
| 33                                          | 28 mei 2018                                 | Turkije - Iran                              | 2 – 1                                       | Vriendschappelijk                           |                                             |
| 34                                          | 1 juni 2018                                 | Tunesië - Turkije                           | 2 – 2                                       | Vriendschappelijk                           |                                             |
| 35                                          | 5 juni 2018                                 | Rusland - Turkije                           | 1 – 1                                       | Vriendschappelijk                           |                                             |
| 36                                          | 7 september 2018                            | Turkije - Rusland                           | 1 – 2                                       | UEFA Nations League 2018/19                 |                                             |
| 37                                          | 10 september 2018                           | Zweden - Turkije                            | 2 – 3                                       | UEFA Nations League 2018/19                 |                                             |
| 38                                          | 11 oktober 2018                             | Turkije - Bosnië en Herzegovina             | 0 – 0                                       | Vriendschappelijk                           |                                             |
| 39                                          | 14 oktober 2018                             | Rusland - Turkije                           | 2 – 0                                       | UEFA Nations League 2018/19                 |                                             |
| 40                                          | 17 november 2018                            | Turkije - Zweden                            | 0 – 1                                       | UEFA Nations League 2018/19                 |                                             |
| 41                                          | 20 november 2018                            | Turkije - Oekraïne                          | 2 – 0                                       | Vriendschappelijk                           |                                             |
| 42                                          | 30 mei 2019                                 | Turkije - Griekenland                       | 2 – 1                                       | Vriendschappelijk                           |                                             |
| 43                                          | 2 juni 2019                                 | Turkije - Oezbekistan                       | 2 – 0                                       | Vriendschappelijk                           |                                             |

Bijgewerkt op 2 juni 2019

## Erelijst
| Competitie          | Winnaar  | Winnaar                   |
| Competitie          | Aantal   | Jaren                     |
| Beşiktaş            | Beşiktaş | Beşiktaş                  |
| ------------------- | -------- | ------------------------- |
| Süper Lig           | 3x       | 2015/16, 2016/17, 2020/21 |
| Turkse voetbalbeker | 1x       | 2020/21                   |
| Supercup            | 1x       | 2021                      |

| Competitie                     | Winnaar       | Winnaar       | Tweede        | Tweede        | Derde         | Derde         |
| Competitie                     | Aantal        | Jaren         | Aantal        | Jaren         | Aantal        | Jaren         |
| Nederland –17                  | Nederland –17 | Nederland –17 | Nederland –17 | Nederland –17 | Nederland –17 | Nederland –17 |
| ------------------------------ | ------------- | ------------- | ------------- | ------------- | ------------- | ------------- |
| Europees kampioenschap voetbal | -             | -             | 1x            | 2009          | -             | -             |